# Cruzaltense
Cruzaltense es un municipio del estado de Río Grande del Sur, Brasil. Pertenece a la mesorregión Noroeste Rio-Grandense y a la microrregión de Erechim.